# ITTFスターアワード
ITTFスターアワード（英: ITTF Star Awards）は、国際卓球連盟（ITTF）が2013年に創設した卓球の年間で最も活躍した者に贈られる賞である。授賞式は毎年12月に開催されるITTFワールドツアーグランドファイナルにて行われる。

## 概要
ITTFスターアワードは、国際卓球連盟（ITTF）が卓球界のスター選手や卓球に情熱やキャリアをかけてきた関係者たちを表彰するセレモニーとして2013年に創設した、卓球の年間で最も活躍した者に贈られる賞で、国際的に卓球の最も権威ある賞である。授賞式は毎年12月に開催されるITTFワールドツアーグランドファイナル初日にて行われる。
表彰は8つの部門に分かれており、ITTFがノミネートした候補を、ITTFスターアワードのホームページから一般投票出来る。また各賞の概要はスターポイントは素晴らしい得点が対象で、2013年はラリースターとして表彰されていた。またブレークスルースターは新人賞の事である。

## 歴代受賞者
| 年   | スター           | スター | スター                  | ファン投票                 | ファン投票     | ファン投票                |
| 年   | 男子             | 女子   | ラリー                  | 男子                       | 女子           |                           |
| ---- | ---------------- | ------ | ----------------------- | -------------------------- | -------------- | ------------------------- |
| 2013 | 張継科           | 李暁霞 | ティモ・ボル            | 張継科                     | 劉詩雯         |                           |
| 年   | スター           | スター | スター                  | スター                     | スター         | スター                    |
| 年   | 男子             | 女子   | ポイント                | コーチ                     | ブレークスルー | フェアプレー              |
| 2014 | クアドリ・アルナ | 丁寧   | クアドリ・アルナ 張継科 | Pedro Rufino               |                | リュウ・ジャ              |
| 2015 | 馬龍             | 劉詩雯 | 方博                    | 劉国梁                     | 伊藤美誠       | Linor Çitaku Vlona Maloku |
| 2016 | 馬龍             | 丁寧   | 樊振東                  | 劉国梁                     | 平野美宇       | Rinad Fathy               |
| 2017 | ティモ・ボル     | 丁寧   | 丁寧                    | ヨルグ・ロスコフ           | 張本智和       | Irvin BERTRAND            |
| 2018 | 樊振東           | 丁寧   | 許昕                    | マッシモ・コスタンティーニ | マニカ・バトラ |                           |
| 2019 | 馬龍             | 劉詩雯 | 許昕・樊振東            | ブラディミール・ディアス   | チャン・リリー |                           |

### パラリンピック
| 年   | 男子                         | 女子                 |
| ---- | ---------------------------- | -------------------- |
| 2013 | Ma Lin                       | Anna-Carin Ahlquist  |
| 2014 | Álvaro Valera Muñoz-Vargas   | Sandra Paović        |
| 2015 | David Jacobs                 | Borislava Perić      |
| 2016 | Laurens Devos                | Liu Jing             |
| 2017 | Viktor DIDUKH                | Neslihan Kavas       |
| 2018 | ホーディ・モラレス           | ケリー・ファン・ゾン |
| 2019 | トーマス・シュミットベルガー | ジアダ・ロッシ       |